# Gustaf Idman
Idman blev juris utriusque doktor 1914, docent i folkrätt 1915 och sekreterare i grundlagsutskottet 1917. Han var konsultatiov medlem av finländska ministerstatssekretariatet i Petrograd 1917, kanslichef i utrikesministeriet 1918, minister i Köpenhamn 1919–22 samt minister i Budapest 1922–27. År 1925 var Idman utrikesminister i Antti Tulenheimos regering, 1927–28 minister Riga, Kaunas och Prag 1927–28 i Warszawa och Prag från 1928, samt även i Budapest 1928-30.
Han blev kommendör av första klassen av Nordstjärneorden 1919 och kommendör med stora korset av Vasaorden 1925.